# 흑야법관
흑야법관(殺手的童話: Taste Of Killing And Romance)은 홍콩에서 제작된 진정의 감독의 1994년 영화이다. 유덕화 등이 주연으로 출연하였다.

## 출연

### 주연
- 유덕화
- 원영의

### 조연
- 정호남
- 정동
- 이자웅
- 오영미
- 소영강
- 여지산
- 등조존